# Rupert Spira
Pour les articles homonymes, voir Spira.
 (octobre 2015).
Si vous disposez d'ouvrages ou d'articles de référence ou si vous connaissez des sites web de qualité traitant du thème abordé ici, merci de compléter l'article en donnant les références utiles à sa vérifiabilité et en les liant à la section « Notes et références ».
Rupert Spira /ˈspaɪrə/ (né en mars 1960), est un céramiste et enseignant dans la voie de la non-dualité anglais. Il débute la poterie avec Henry Hammond puis se perfectionne avec Michael Cardew au Wenford Bridge Pottery entre 1980 et 1982. Son éveil spirituel sur la voie de la non-dualité l'a conduit à le partager au travers de satsangs et d'ouvrages. Il fut l'élève de Francis Lucille.

## Biographie

### Céramiste
Ses premiers travaux témoignent de ses premières influences dans le style traditionnel de Bernard Leach. Il s'agit d'un style pratique par nature, se matérialisant sous la forme de théières, vases fonctionnels ou ustensiles de cuisine.
Il s'installe ensuite dans le Shropshire où il développe son propre style passant de fonctionnel à plus minimaliste. Même s'il continue à concevoir et vendre des pièces fonctionnelles, il est aujourd'hui connu pour ses céramiques d'exposition. Ses œuvres les plus célèbres et représentatives de son style sont ornées de poèmes de sa propre composition ainsi que de la célèbre poétesse britannique Kathleen Raine. Les poèmes sont soit gravés dans le vernis dans le style sgraffite, soit écrits en gaufrage dans un carré ou sur une seule ligne traversant la surface du récipient.
Les céramiques sont de tailles variables, allant du simple bol de quelques centimètres au grand bol ouvert de 50 cm de diamètre, voire plus. Il est aussi connu pour ses cylindres qu'il conçoit sous forme de série. Même si, en tant que pièce unique, ils conservent une très grande esthétique, ils sont destinés à être exposés ensemble. Eux aussi sont de tailles variables, allant de quelques centimètres de hauteur au plus grand mesurant plus d'un mètre. Rupert Spira travaille principalement en blanc, noir et blanc cassé de manière minimaliste mais il lui arrive de concevoir des bols en vernis rouge vif et des services à thé jaunes de son cru.
Toutes ces œuvres sont exposées dans diverses galeries en Grande-Bretagne, notamment les collections V&A et Sainsbury, mais aussi dans beaucoup de collections privées à travers le monde.

### Enseignant
Rupert Spira est aussi un auteur et enseignant du domaine de la non-dualité, "advaita" en sanskrit et particulièrement s'inscrivant dans la voie du néo-védanta, explorant la nature de l'expérience dans ses textes et essais tout en partageant son expérience de l'éveil dans des satsangs et ses ouvrages.
C'est par hasard que Rupert Spira découvrit la poésie de Roumi à l'âge de 15 ans, en 1975. Peu de temps après il apprit le Mevlevi, une danse soufie sacrée, composée de mouvements tournants, de prières et de méditation, au Colet House de Londres.
Puis, peu de temps après, il rencontra son premier maître, le Dr. Francis Roles, qui fut lui-même un élève de Shantananda Saraswati (en) le Shankaracharya du nord de l'Inde. Au côté du Dr. Roles il apprit la méditation transcendantale et se familiarisa avec le système classique de l'Advaita ou non-dualité. Ceci marqua le début d'un intérêt et d'une pratique qui dure depuis 25 ans.
À partir de ce moment-là, il entreprit de lire l'intégralité de l'œuvre du philosophe russe Piotr Ouspenski et apprit les danses et mouvements de Gurdjieff dont le philosophe était l'élève assidu et scribe. À la fin des années 1970, il assista aux dernières rencontres de Krishnamurti du Brockwood Park, proche de sa maison d'enfance et fut profondément impressionné et influencé par sa rigueur intellectuelle et son extrême humilité. Pendant toutes ces années, il étudia aussi les enseignements de Ramana Maharshi et Sri Nisargadatta Maharaj. À la fin des années 1980, il s'intéressa brièvement aux enseignements de Da Free John dont les premiers écrits l'ont profondément marqué.
Un tournant dans le parcours de Rupert Spira le mena aux côtés de Robert Adams, mais celui-ci mourut deux jours après son arrivée. Cependant, lors de son séjour, Rupert entendit parler d'un autre enseignant de la non-dualité, Francis Lucille.
Plusieurs mois plus tard Rupert rencontra Francis. Les premiers mots de Francis furent : "La méditation est un 'Oui' universel à toute chose." Bien que cette phrase soit assez ordinaire dans le giron de la spiritualité, elle n'en fut pas moins fondamentale dans la vie de Rupert : "A ce moment-là je sus que j'étais enfin de retour chez moi, que cette rencontre était le point d'orgue et l'accomplissement de 30 ans de recherches." Lorsqu'à la fin de leur première rencontre, Rupert demanda à Francis ce qu'il devait faire après, Francis répondit : "Viens aussi souvent que tu pourras".
Durant les douze années suivantes, Rupert passa avec Francis, tout le temps libre que ses engagements professionnels et familiaux lui permettaient de prendre, explorant le sens de la séparation tel qu'il se manifeste dans le mental sous forme de croyances et de concepts mais surtout, tel qu'il est ressenti dans le corps de par la sensation d'être localisé et limité. Francis enseigna à Rupert les principes de la voie directe d'Atmananda Krishna Menon (en), ainsi que l'approche tantrique du Shivaïsme du Cachemire qu'il avait reçu de son maître Jean Klein.
De la quintessence de ces années, Rupert écrit : "La plus grande découverte dans la vie est de comprendre que notre véritable nature ne partage ni les limites, ni le destin du corps et du mental. Je ne sais pas si ce sont les mots, les actions ou la présence du maître ou de son enseignement qui semblent éveiller la reconnaissance de notre nature essentielle telle qu'elle est véritablement ainsi que sa réalisation dans notre vie, mais je suis éternellement reconnaissant à Francis pour son amitié."

## Vie personnelle
Rupert vit à Oxford avec son fils Mathew et sa femme Ellen, une thérapeute et professeur de yoga dans la tradition non duelle du Shivaïsme du Cachemire.
Il organise régulièrement des satsangs en Grande-Bretagne, en Europe et aux États-Unis.

## Collections publiques
- Victoria and Albert Museum
- Sainsbury Centre for Visual Arts

## Œuvres
- La transparence des choses (The transparency of Things)
- Présence : l'art de la paix et du bonheur (Presence: The Art of Peace and Happiness)
- Présence : l'intimité de toute expérience (Presence: The Intimacy of all Experience)
- Les cendres de l'amour (The Ashes of Love)
- La nature de la conscience (The Nature of Consciousness)
- Être conscient d'être conscient (Being Aware of Being Aware)